# Molly Sterling
Molly Sterling er en irsk sangerinde. Hun deltog den 27. februar 2015 med nummeret "Playing With Numbers" i den irske forhåndsudvælgelse til Eurovision Song Contest 2015, EuroSong 2015, som var en særudgave af programmet The Late Late Show. Hun vandt konkurrencen og dermed retten til at repræsentere Irland med dette nummer ved Eurovision Song Contest 2015 i Wien.